# Holger Voss
Holger Voss ist ein Internetaktivist aus Münster. Gegen ihn fand eines der bekanntesten Strafverfahren wegen einer Meinungsäußerung im Internet statt; von den erhobenen Vorwürfen der Billigung von Straftaten wurde er freigesprochen. In der Folge wurde er bekannt, weil er erfolgreich einen Prozess gegen seinen Provider T-Online führte, in dem festgestellt wurde, dass die von T-Online praktizierte Speicherung von Internetverbindungsdaten rechtswidrig war.

## Strafverfahren wegen „Billigung von Straftaten“
Im Diskussionsforum des Online-Magazins Telepolis reagierte Voss sarkastisch auf den gewaltverherrlichenden Beitrag eines anderen Diskussionsteilnehmers. Voss’ sarkastisch formulierte Gleichstellung von Krieg und Terrorismus wurde ihm zunächst als Billigung von Mord (§ 140 StGB) ausgelegt, gegen ihn erging ein Strafbefehl über 1.500 Euro. Erst in einem Strafprozess wurde er von den Vorwürfen freigesprochen. In seinem Plädoyer argumentierte Voss, dass Kriege wie der mit deutscher Unterstützung geführte Afghanistankrieg moralisch der gleichen Gewaltlogik folgen wie die Anschläge vom 11. September 2001 in den USA.
Ausgangspunkt der Diskussion war ein Artikel des Telepolis-Journalisten Harald Neuber vom 20. Juni 2002. Neuber berichtete über ein Massaker an afghanischen Kriegsgefangenen durch die afghanische Nordallianz, das mutmaßlich von Soldaten der USA und Großbritanniens unterstützt wurde. Ein Unbekannter lobte dieses Massaker und die Täter, „die sich trauen das Böse mit der Wurzel auszureissen und vom Antlitz des Planeten restlos zu vertilgen“. Holger Voss, der sich als Antimilitarist versteht, verdrehte diese Polemik satirisch, indem er die USA an Stelle der ermordeten Kriegsgefangenen setzte.
Der Fall fand besondere Beachtung, weil gegen Voss zunächst eine hohe Geldstrafe (1.500 Euro) festgesetzt wurde, obwohl sein Text eindeutig als Sarkasmus zu erkennen war, obwohl in seinem Beitrag auf den sarkastischen Charakter des Textes hingewiesen wurde und obwohl Staatsanwaltschaft und Gericht bekannt war, dass der Diskussionsbeitrag des Holger Voss nicht wörtlich gemeint war. Die Staatsanwältin und die Richterin wollten Voss dennoch wegen „Billigung von Mord“ verurteilt sehen: „Für den bedingten Vorsatz reicht es jedoch, dass der unbefangene Leser die Äußerung als Billigung verstehen kann.“

## Verbindungsdatenspeicherung
Der Strafprozess gegen Holger Voss fand weiter besondere Beachtung, weil der Provider T-Online Verbindungsdaten seines Kunden Voss illegal und entgegen den Datenschutzbestimmungen (insbesondere § 96 TKG) protokolliert hat. Diese Daten wurden im Strafprozess verwendet, um Voss die Autorenschaft an der fraglichen Meinungsäußerung (die er mit vollem Namen unterschrieben hatte) nachzuweisen.

### Klage gegen T-Online
Im April 2003 zeigte Voss diese Verbindungsdatenspeicherung beim Regierungspräsidium Darmstadt an, das die Datenschutzaufsicht über T-Online hatte. Dort wurde das Verhalten der T-Online jedoch gebilligt. In der Folge wurde die Bundesrepublik Deutschland von der EU-Kommission offiziell aufgefordert, die Organisation der Datenschutzaufsicht zu ändern.
Voss reichte daraufhin Klage beim Amtsgericht Darmstadt ein. Am 1. Juli 2005 entschied das Amtsgericht, dass das Speichern der jeweils an ihn vergebenen IP-Adresse illegal ist, da sie für die Abrechnung nicht benötigt werde. Gegen das Urteil legten sowohl T-Online als auch Holger Voss Berufung ein.
Am 25. Januar 2006 verkündete das Landgericht Darmstadt sein Urteil in zweiter Instanz: Die Berufung durch T-Online wurde abgelehnt, der Berufung durch Holger Voss wurde teilweise entsprochen. So verurteilte das Landgericht Darmstadt T-Online dazu, nicht nur die für eine Internetverbindung jeweils zugewiesene IP-Adresse umgehend zu löschen, sondern auch die jeweils übertragene Datenmenge nicht mehr zu erheben. Beides ergebe sich aus § 96 TKG. Gegen sein Urteil ließ das Landgericht Darmstadt keine Revision zu.
T-Online bemühte sich mit einer Nichtzulassungsbeschwerde beim Bundesgerichtshof (BGH) darum, dass doch noch eine Revision zugelassen werden solle. Am 26. Oktober 2006 verwarf der BGH diese Beschwerde. Das Urteil des Landgerichts Darmstadt wurde damit rechtskräftig.

### Nach der BGH-Entscheidung
Holger Voss hat nach der BGH-Entscheidung andere T-Online-Kunden und auch die Kunden anderer Internetprovider aufgefordert, bei ihren Providern die unverzügliche Löschung ihrer IP-Adresse einzufordern und ggf. eine entsprechende Klage einzureichen. In der Folge hat T-Online zunächst weiteren Kunden zugesichert, ihre IP-Adressen unverzüglich zu löschen, wenig später ist die T-Com dazu übergegangen, IP-Adressen grundsätzlich nur noch sieben Tage lang (anstatt wie zuvor 80 Tage nach Rechnungsversand) zu speichern.